# Секст Юлій Цезар (квестор 48 до н. е.)
Секст Юлій Цезар (лат. Sextus Julius Caesar) — римський квестор 48 до н. е., командував одним із сирійських легіонів, родич і близький друг Гая Юлія Цезаря.

## Сім'я
Секст народився у патриціанській сім'ї з роду Юліїв, який грав неабияку роль в історії Риму з стародавніх часів. Був або сином фламіна Секста Юлія Цезаря або сином або внуком консула 91 до н. е. Секста Юлія Цезаря.

## Кар'єра
У 57 до н. е. Гай Юлій Цезар робить його фламіном Quirinalis. У 49 до н. е. як військовий трибун прийняв капітуляцію помпеянського легата в Іспанії Марка Теренція Варрона. У 48 до н. е. був квестором. У липні 47 до н. е. він подорожує з Олександрії в Тарс, а потім стає правителем Сирії, де він готує план військової кампанії проти парфян. Навесні 46 до н. е. частина армії під керівництвом Квінта Цецилія Баса підняла повстання і убила Секста.
Його смерть виявилася великою втратою для Юлія Цезаря, який втратив не тільки хорошого друга але і ймовірного спадкоємця.